# Es busca
Es busca (títol original: Most Wanted) és una pel·lícula d'acció estatunidenca dirigida per David Hogan. Estrenada l'any 1997. Ha estat doblada al català.

## Argument
El sergent James Dunn, tirador d'elit i heroi de la guerra del Golf, és condemnat a mort per haver abatut un dels seus superiors. El coronel Casey, que dirigeix una unitat d'elit secreta, el visita a la seva cel·la i li ofereix la llibertat a canvi d'un contracte: assassinar un industrial sospitós d'haver venut informacions tecnològiques a una potència enemiga. El dia J, és la Primera Dama dels Estats Units qui és assassinada per un tirador d'elit. Dunn comprèn que ha estat manipulat.

## Repartiment
- Keenen Ivory Wayans: el sergent James Anthony Dunn
- Jon Voight: el general Adam Woodward / el tinent coronel Grant Casey
- Jill Hennessy: Dra. Victoria Constantini
- Wolfgang Bodison: el capità Steve Braddock
- Robert Culp: Donald Bickhart
- Simon Baker: Stephen Barnes
- Paul Sorvino: Kenneth Rackmill
- Eric Roberts: Spencer
- John Diehl: el capità de policia
- Tito Larriva: Gang

## Al voltant de la pel·lícula
- Es busca és un nova versió del film americà El Fugitiu de Andrew Davis, estrenada l'any 1993.
- Christian Duguay havia en principi pensat en Wesley Snipes pel paper de James Anthony Dunnde però aquest estava compromès amb el rodatge de Fanàtic. Altres actors com Johnny Depp, Brad Pitt i Arnold Schwarzenegger van estar preseleccionats per encarnar el paper, interpretat finalment per Keenen Ivory Wayans.
- Premis 1997: Nominada als Premis Razzie: Pitjor actor secundari (Jon Voight)
- Crítica: "Wayans produeix, escriu i protagonitza aquesta entretinguda cinta d'acció, amb una història tan suada com efectiva"[3]